# Cultura di Sintashta

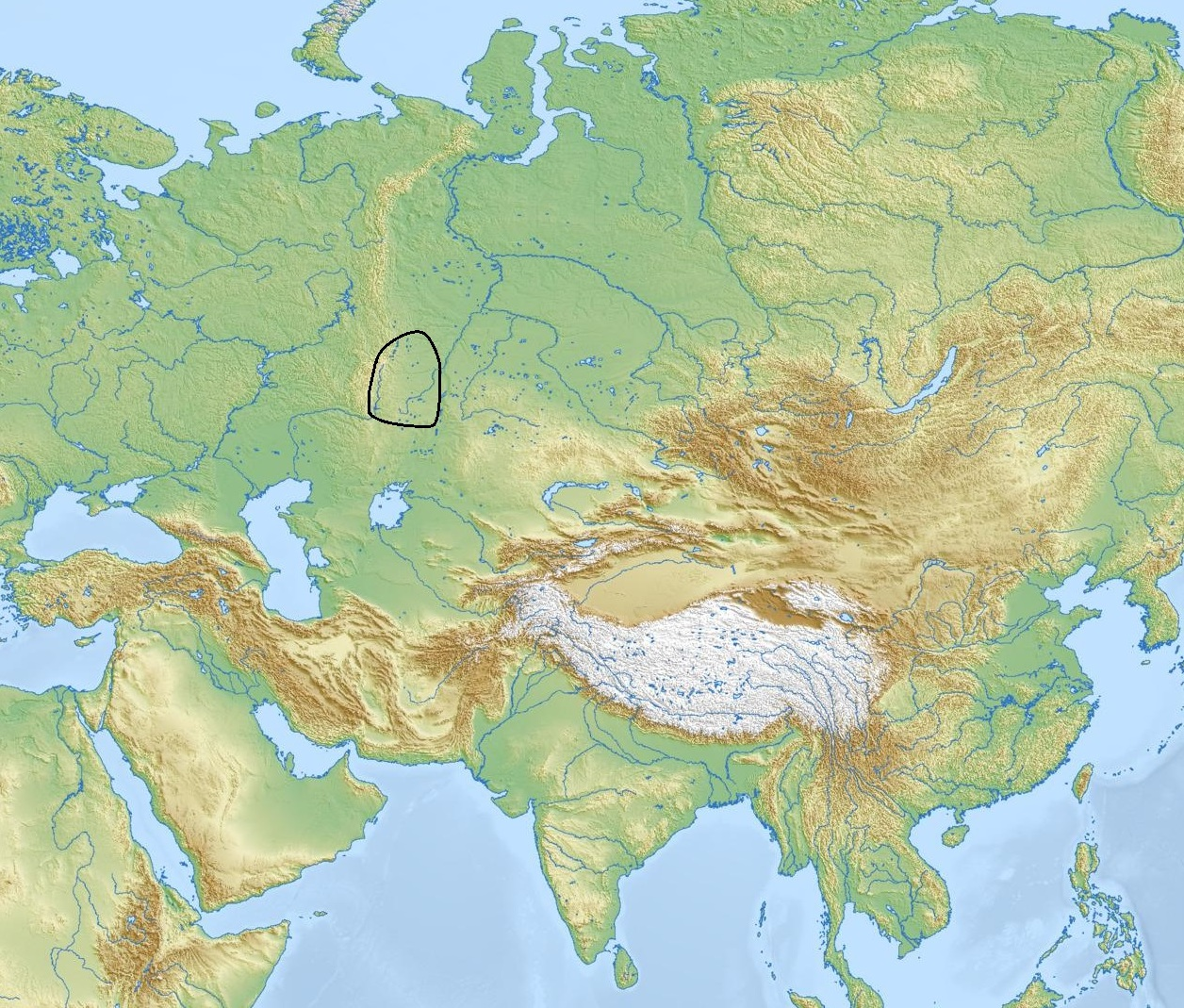
Estensione della cultura di Sintashta

La cultura di Sintashta, nota anche come cultura Sintashta-Petrovka o cultura Sintashta-Arkaim, è un'antica cultura dell'età del bronzo sviluppatasi nella parte settentrionale della steppa eurasiatica, al confine tra Europa Orientale ed Asia Centrale, nel periodo compreso tra il 2100 ed il 1800 a.C. Le prime bighe conosciute sono state trovate nelle tombe di Sintashta, e questa cultura è considerata la probabile origine di questa tecnologia, che in seguito si espanse in tutto il Vecchio Mondo e giocò un ruolo importante nelle antiche tecniche di battaglia. Gli insediamenti di Sintashta sono anche importanti per l'incredibile attività di estrazione del rame e di lavorazione del bronzo, insolita per una cultura della steppa.
A causa della difficoltà nell'identificare i resti dei siti di Sintashta tra quelli dei successivi insediamenti, solo recentemente la cultura è stata distinta dalla cultura di Andronovo. È ora riconosciuta come entità distinta che faceva parte del gruppo di Andronovo.

## Origine

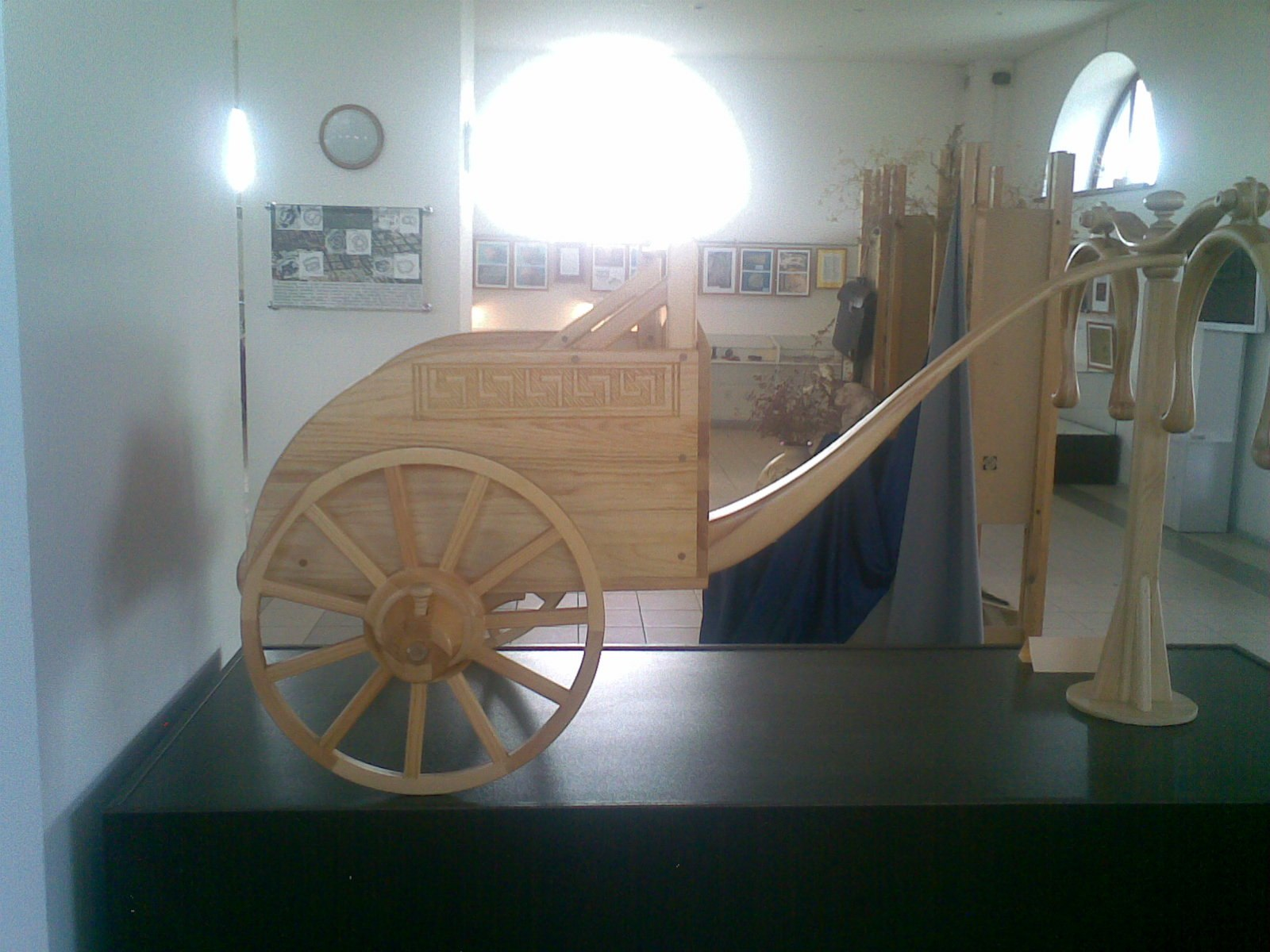
Modello di carro da guerra da Arkaim

La cultura di Sintashta nacque dall'interazione di due precedenti culture. Il suo immediato predecessore nella steppa Ural-Tobol fu la cultura di Poltavka, un ramo degli allevatori Jamna, che si spostarono ad est nella regione tra il 2800 ed il 2600 a.C. Numerose città Sintashta furono costruite sopra i vecchi insediamenti Poltovka o vicino ai loro cimiteri, e le decorazioni Poltovka sono comuni sulle ceramiche Sintashta. La cultura materiale di Sintashta mostra anche influenze della cultura di Abaševo, un gruppo di insediamenti della steppa boscosa dell'Europa orientale posta a nord dei Sintashta, che era prevalentemente pastorale. I primi insediamenti Sintashta sono apparsi attorno al 2100 a.C., durante un periodo di cambiamenti climatici che videro la già arida regione della steppa kazaka diventare ancora più fredda ed arida. Le paludose pianure che circondavano i fiumi Ural e Tobol, prima utili rifugi per l'inverno, divennero necessarie per la sopravvivenza. Con queste pressioni, i pastori di Poltovka e Abashevo si insediarono permanentemente nelle roccaforti della valle, scappando dai punti collinari più difendibili. La cultura di Abeshevo era già segnata da una guerra intertribale endemica. Intensificata dallo stress ecologico e dalla competizione per le risorse nel periodo Sintashta, questo portò alla costruzione di fortificazioni su larga scala come mai prima, e a un'innovazione nella tecnica militare, quale l'invenzione del carro da guerra. Anche l'incrementata competizione tra gruppi tribali potrebbe spiegare gli stravaganti sacrifici visibili nelle tombe Sintashta, come, ad esempio, il tentativo di apparire più ricchi degli altri "sprecando" beni di lusso in modo analogo a quanto fatto dalle tribù di nativi americani con il tradizionale potlatch.

## Lavorazione del metallo
L'economia di Sintashta si evolse attorno alla lavorazione del rame. I minerali di rame provenienti dalle miniere vicine (quali Vorovskaya Yama) venivano portati negli insediamenti Sintashta per essere trasformati in rame ed in bronzo arsenicale. Questo avvenne su scala industriale: tutti gli edifici scavati nei siti Sintashta di Sintashta, Arkaim e Ust'e contenevano i resti di fucine, forni fusori e scorie. Buona parte di questo metallo era destinato all'esportazione nelle vicine città del Complesso archeologico bactriano-margiano (BMAC) in Asia centrale. Il commercio di metallo tra Sintashta ed il BMAC collegò per la prima volta la regione della steppa alle antiche civiltà del Vicino Oriente: gli imperi e le città-stato di Iran e Mesopotamia rappresentavano un mercato quasi senza fondo per i metalli. Queste rotte commerciali in seguito divennero il veicolo tramite il quale cavalli, carri ed infine i proto-indoiranici entrarono nel Vicino Oriente dalla steppa.

## Identità etnica e linguistica

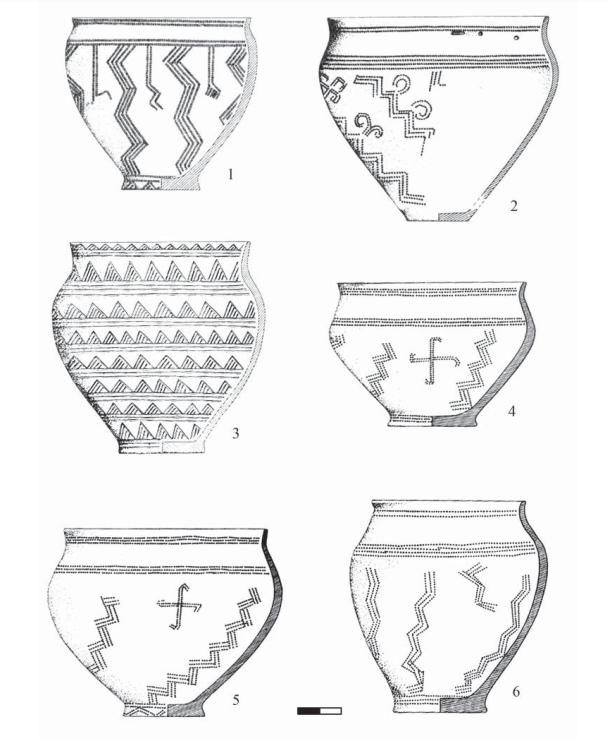
Ceramiche

Si pensa che le persone della cultura di Sintashta parlassero una lingua proto-indoiranica, l'antenata delle lingue indoiraniche. Questa identificazione si basa soprattutto sulle somiglianze tra sezioni del Ṛgveda, un testo religioso indiano che comprende antichi inni indoiranici in lingua vedica, ed i riti funerari della cultura di Sintashta, dimostrati dall'archeologia.
A causa della sua origine avvenuta a partire da differenti tribù della regione dell'Ural, è probabilmente inaccurato ascrivere la cultura di Sintashta ad una pura etnia indoiranica.

## Paleogenetica

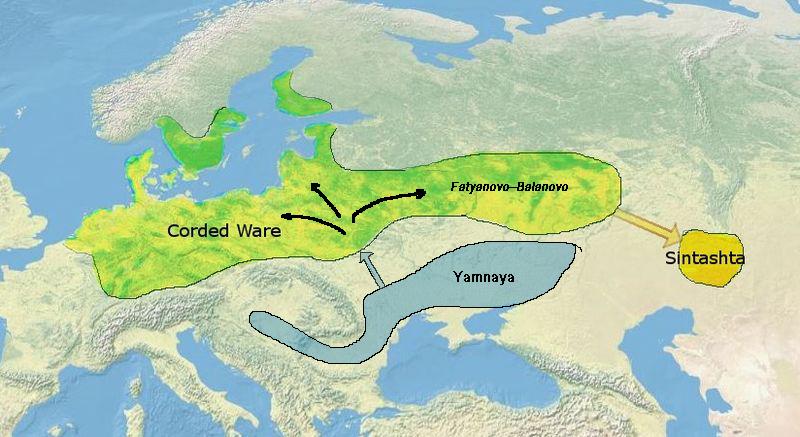
Le popolazioni più orientali della cultura della ceramica cordata contribuirono alla nascita della cultura di Sintashta, dove emersero le lingue indoiraniane

Allentoft et al. 2015 ha analizzato i resti di quattro individui attribuiti alla cultura di Sintastha. Lo studio ha trovato una stretta relazione genetica autosomica tra i popoli della cultura della ceramica cordata e la cultura di Sintashta, che "suggerisce fonti genetiche simili dei due" e può implicare che " Sintashta derivi direttamente da una migrazione verso est dei popoli della ceramica cordata". Gli individui di Sintashta e gli individui della ceramica cordata avevano entrambi una proporzione di discendenza relativamente alta derivata dall'Europa centrale, ed entrambi differivano marcatamente in tale discendenza dalla popolazione della cultura di Jamna e dalla maggior parte degli individui della cultura di Poltavka che precedettero Sintashta nella stessa regione geografica.